# Papers, Please
Papers, Please este un joc indie de puzzle dezvoltat de Lucas Pope. A fost lansat pe 8 august 2013 pentru Microsoft Windows și OS X, și pe 12 februarie 2014 pe Linux. 
Acesta reflectă viața unui inspector de graniță. 
Toată acțiunea are loc in Arstotzka (o țară care arată combinația perfectă dintre Germania de Est si Rusia comunistă),în Grestin (punctul de întâlnire dintre Kolechia și Arstotzka,dupa războiul de 6 ani) 
Jocul prezintă o multitudine de dileme morale, unele fiind făcute din umanitate, altele din obligația dată de superiori, și altele din dorința de a continua sa-ți continui viața.   
In universul ,,Papers Please" exista 7 țări: 
Arstotzka (Combinația perfecta dintre Rusia si Germania de Est) 
Kolechia (Steagul UK,tendințe care duc cu gândul la Siria după atentatele  de la graniță) 
Antegria (A fost în război cu Republia pentru Glorian) 
Republia (A fost în război cu Antegria pentru Glorian) 
(Originea adevarata a Glorianului nu este cunoscuta) 
Obristan (Țară recunoscută în joc pentru traficul de droguri, pașapoarte false și ușurința cu care primesc imigranți) 
Federația Unită (țară recunoscută pentru avansarea evidentă in tehnologie și prima in care erupe Poliomielita)
Impor (Reprezentarea țărilor asiatice)   
Toată acțiunea jocului are loc in 1982 pe parcursul a câtorva luni. 
,,Papers please" are 20 de finaluri posibile (majoritatea semănând intre ele).
Rutele sunt de trei tipuri: Păstrarea ordinii si a liniștii, ajutorul oferit rebeliunii (Ordinului lui Ezic) și fugirea în altă țară.

## Acțiunea
Jucătorul preia rolul unui ofițer de imigrare care decide pe cine lasă să intre și pe cine nu în țara fictivă Arstotzka a anului 1982. El trebuie să verifice documentele pentru a preveni intrarea teroriștilor, a criminalilor și a traficanților în țară. Când sunt detectate discrepanțe în acte, solicitanții pot fi interogați, li se pot lua amprente sau pot fi scanați pentru a se vedea ce au asupra lor. Uneori ei vor încerca să îl mituiască pe ofițer. Primele două greșeli nu sunt penalizate. Începând cu a treia greșeală jucătorului i se iau cinci credite. 
La sfârșitul zilei ofițerul trebuie să decidă pe ce cheltuiește banii. Este obligat să plătească chiria, putând alege să-și hranească, să ofere căldură sau medicamente fiului, soției, unchiului și/sau soacrei. Odată ce relațiile ditnre țări se deteriorează, ofițerul este obligat să refuze cetățeni ai anumitor țări, și, în cele din urmă, să confiște toate pașapoartele cetățenilor din Arstotszka. Jucătorul se va confrunta cu dileme morale, cum ar fi permiterea intrării în țară a unei presupuse soții de imigrant care nu are toate documentele sau chiar deloc, riscând să primească în țară un terorist. Jocul are o poveste scriptată cu douăzeci de posibilități de a încheia povestea, precum și deschiderea unui mod nesfârșit de joc.

## Dezvoltare

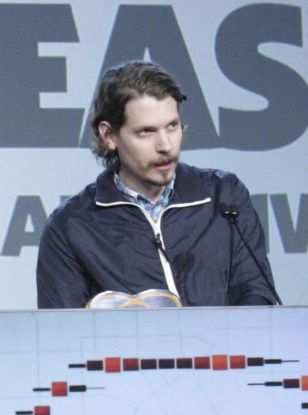
Lucas Pope acceptând un premiu la gala Game Developers Conference din 2014.

Papers, Please a fost dezvoltat de Lucas Pope, fost dezvoltator al Naughty Dog, care a ales să părăsească compania după ce a lucrat la seria Uncharted pentru a deveni un dezvoltator independent. A început să lucreze la joc în noiembrie 2012, folosind limbajul de programare Haxe și frameworkul NME, ambele open-source. Planificat inițial ca un proiect pe șase luni, conceptul a devenit unul mai mare decât s-a așteptat Pope, terminând jocul în aproximativ nouă luni.
Fiind american și trăind în Japonia, Pope s-a confruntat cu imigrația în călătoriile sale internaționale, și și-a materializat experiențele pe care le descrie ca fiind „tensionate” într-un joc. Papers, Please a fost trimis la Steam Greenlight pe 11 aprilie 2013 și a primit acordul pe 1 mai. Jocul este inspirat și din situația Germaniei înaintea dărâmării zidului Berlinului, în joc East Grestin aparținând Arstotzkăi iar partea de vest vecinilor din Kolechia. 
Pope dorește să porteze jocul pe iPad și pe PlayStation Vita, recunoscând că sunt anumite probleme legate de interfața jocului pe care trebuie să le depășească (documentele nu încap pe masă). Varianta de Vita a fost anunțată la Gamescom 2014 în august 2014.

## Recepție
Papers, Please a fost apreciat pentru felul în care jucătorul se simte implicat datorită mecanicilor de joc și a reacților emoționale intense pe care acesta le trezește.
Papers, Please a câștigat Marele Premiu Seumas McNally pentru „Excelență în Poveste” și „Excelență în Design” la Festivalul Jocurilor Independente din 2014 și a fost nominalizat la Premiul Nuovo. A câștigat la categoriile „Inovație” și „Cel mai bun joc descărcabil” la Game Developers Choice Awards 2014. A mai câștigat și premiile pentru „Cel mai bun simulator” și a fost nominalizat la categoriile „Cel mai bun joc”, „Cel mai bun design” și „Inovație în jocuri” la Premiile BAFTA pentru jocuri video din 2014. Până în martie 2014, Pope a menționat că jocul s-a vândut în peste 500.000 de copii.

## Legături externe
- Site web oficial
- Papers, Please la Wikia
- Site-ul dezvoltatorului Duke Pope